# 小泉仁
小泉 仁（こいずみ ひとし、1974年7月19日 - ）は、日本のフィギュアスケート選手（アイスダンス）。現在はコーチ。パートナーは木下亜希子、羽吹ユキ、渡辺心。1993年全日本選手権2位。埼玉県出身。埼玉県立大井高等学校卒業。日本大学中退。

## 経歴
埼玉県出身。埼玉県立大井高等学校卒業。日本大学中退。
1991年、木下亜希子とカップルを組み、全日本ジュニア選手権に出場し3位入賞する。1993年より羽吹ユキとカップルを組み直し、同年の全日本選手権で2位に入る。1994年、NHK杯に出場し11位、全日本選手権では3位に入った。
選手引退後はプロスケーターに転向し、プリンスアイスワールドやディズニー・オン・アイスなどに参加した。大阪府守口市にあった守口スポーツプラザVIVAスケート（閉業）のコーチも務めた。
現在は大阪市浪速区にある浪速アイススケート場でインストラクターを務め、一般客や子供たちのレッスンなども行っている。

## 主な戦績
- 1991-92シーズンは木下亜希子。
- 1993-95シーズンは羽吹ユキ。

| 大会/年              | 1991-92 | 1992-93 | 1993-94 | 1994-95 |
| -------------------- | ------- | ------- | ------- | ------- |
| 全日本選手権         |         |         | 2       | 3       |
| 全日本ジュニア選手権 | 3       |         |         |         |
| NHK杯                |         |         |         | 11      |